# Bečov nad Teplou (stacja kolejowa)
Bečov nad Teplou – stacja kolejowa w Bečovie nad Teplou, w kraju karlowarskim, w Czechach. Znajduje się na wysokości 505 m n.p.m.
Jest zarządzana przez Správę železnic. Na stacji nie ma możliwości zakupu biletów, a obsługa podróżnych odbywa się w pociągu.

## Linie kolejowe
- 149 Karlovy Vary dolní nádraží - Mariánské Lázně
- 161 Rakovník - Bečov nad Teplou